# Britten (Losheim am See)
Britten ist ein Ortsteil der Gemeinde Losheim am See im Landkreis Merzig-Wadern (Saarland). Bis Ende 1973 war Britten eine eigenständige Gemeinde. Der Ortsteil ist ein staatlich anerkannter Erholungsort und ein „Naturparkdorf“ im Naturpark Saar-Hunsrück.

## Lage
Britten liegt im äußersten Norden des Saarlandes im Naturpark Saar-Hunsrück am Fuße des Schwarzwälder Hochwaldes nordwestlich von Losheim am See. Am Ort vorbei verläuft die Bundesstraße 268, durch den Ort führt die Eichenlaubstraße.

## Geschichte

### Ursprünge
Der Ort ist wahrscheinlich eine Gründung der Kelten. Im Flurteil „Steinchen“ Richtung Saarhölzbach wurden Überreste eines Ringwalls und einer Wohnstätte aus keltisch-römischer Zeit entdeckt; nach der von Hauptlehrer Otto Schuster 1936 verfassten Dorfchronik soll die erste Ansiedlung auf Brittener Bann jedoch entweder in „Wenigbritten“ (Bereich Girtenmühle Richtung Bergen) oder in der „Palz“ gelegen haben. Lange wurde die erste urkundliche Erwähnung Brittens als Besitztum des Kloster Mettlach im Jahr 1228 verortet, hierbei handelt es sich jedoch vermutlich um einen Irrtum. Der Ortsname soll sich aus der altdeutschen Flurbezeichnung „kipreita“ oder „breida“ (Feldfläche, Gewann) ableiten.

### Territoriale Zugehörigkeit
Politisch gehörte Britten bis 1794 zum Kurfürstentum Trier, anschließend bis 1815 zum revolutionären bzw. napoleonischen Frankreich. Durch Beschluss des Wiener Kongresses kam das Dorf zu Preußen und verblieb dort bis 1945, wurde also nicht Teil des 1919/20 vom Deutschen Reich abgetrennten „Saargebietes“. 1945 französisch besetzt, kam Britten bei der zweiten Gründung eines autonomen Saarstaates 1946 zu dessen Gebiet und gehört seit 1957 als Teil des Saarlands zur Bundesrepublik Deutschland. Im Zuge der saarländischen Gebiets- und Verwaltungsreform wurde der bis dahin selbstständige Ort am 1. Januar 1974 in die neue Gemeinde Losheim eingegliedert.

### Kirchengeschichte
Die Kirchengeschichte Brittens begann im Jahr 1292, als ein Vikar Johann Rudolph in Britten gewirkt haben soll. Im Jahr 1505 ist eine Kapelle in Britten erwähnt. 1803 wurde das Dorf zur Succursale (Hilfspfarrei) mit den Filialen Hausbach und Bergen erhoben. Die neue katholische Pfarrkirche St. Wendalinus wurde von 1824 bis 1829 erbaut und in den Jahren 1898 und 1899 um einen Turm und Chorraum erweitert. Die über 200jähre Pfarrgeschichte Brittens endete am 1. Januar 2021 mit der Errichtung der Pfarrei Heilig Geist Losheim am See, zu der auch die ehemalige Pfarrei Britten nun gehört.

### Wirtschaft
In den vergangenen Jahrhunderten wurde neben Landwirtschaft auch der Abbau von rotem Sandstein betrieben; zu dessen Blütezeit im 17./18. Jahrhundert gab es etwa 20 Steinbrüche im Ort, von denen einer bis heute besteht. Heute erinnern die zahlreichen Wegkreuze aus Sandstein auf der Gemarkung Britten an diese Epoche. Daneben waren zahlreiche Handwerksbetriebe ansässig wie z. B. Webereien, Huf- und Nagelschmiede und Stellmachereien. Gegenwärtig sind eine Bauunternehmung und ein Seniorenheim die größten Arbeitgeber im Ort.

### Schulgeschichte
Von 1739 bis 2008 gab es eine Schule im Ort. Diese bestand nach 1945 zunächst als Volksschule, seit 1970 als Grundschule, die auch von den Kindern der Nachbardörfer Hausbach und Bergen besucht wurde. 2008 wurde die Grundschule im Zuge der saarländischen Grundschulreform geschlossen. Seit September 2011 hat nach einer umfangreichen Neugestaltung des Außengeländes die Jugendverkehrsschule des Landkreises Merzig-Wadern ihren Sitz im ehemaligen Grundschulgebäude.

## Politik
Britten als nicht selbständiger Ortsteil der Gemeinde Losheim am See verfügt seit 1974 über einen Ortsrat. Von 1974 bis 2004 hatte der Rat neun Mitglieder, mit der Wahl 2004 wurde die Mitgliederzahl auf sieben reduziert. Vorsitzender des Ortsrates ist der Ortsvorsteher als Vertreter des Bürgermeisters.

### Ortsrat Britten
Die Kommunalwahl am 9. Juni 2024 erbrachte für Britten folgendes Ergebnis:
- Wahlbeteiligung: 63,4 %
- SPD: 75,5 % (+ 8,0 %), 6 Mandate (+1)
- CDU: 24,5 % (- 8,0 %), 1 Mandat (−1)

### Ortsvorsteher des Ortsteils Britten seit 1974
- 1974–1979: Egon Schwarz (CDU)
- 1979–1996: Herbert Ewerhardy (SPD)
- 1997–2019: Günter Ludwig (SPD)
- seit 5. Juli 2019: Philipp Ludwig (SPD)

### Bürgermeister der selbständigen Gemeinde Britten 1946–1974
- 1946–1949: Matthias Schulligen (SPS)
- 1949–1956: Matthias Lauer (CVP)
- 1956–1970: Wendelinus Schommer (CDU)
- 1970–1973: Adolf Adler (CDU)

### Wappen
In der Chronik „777 Jahre Britten“ aus dem Jahr 2005 wird auf den Seiten 2f das Brittener Wappen wie folgt beschrieben:
- Im oberen rechten Viertel eine rote heraldische Lilie. Sie steht für die königlich schottische Herkunft des heiligen Wendalinus, dem die Kirche geweiht ist, und weist auch die lange Kirchengeschichte Brittens hin.
- Gegenüber in Grün ein goldgestieltes silbernes Flächeneisen, am Stiel überdeckt mit zwei schräggekreuzten Breiteisen. Britten liegt auf einem Buntsandsteinsattel. Früher wurde Brittener Sandstein in 20 Betrieben gebrochen und bearbeitet. Die Steinmetzwerkzeuge weisen auf diesen in früherer Zeit für Britten bedeutenden Wirtschaftszweig hin.
- Im unteren rechten Viertel in Grün zwei goldene Blätter der Stechpalme (ilex aquifolium) mit vier goldenen Beeren. Im Bereich der Brittener Kirche und in den um Britten liegenden Wäldern ist ein einzigartiger Bestand an Stechpalmen mit Stammdurchmessern von 30 bis 35 cm zu finden.
- Demgegenüber in Silber ein durchgehendes rotes Kreuz. Das rote Kreuz weist auf die Zugehörigkeit Brittens zum Kurfürstentum Trier hin.
- Die grüne Farbe im oberen und unteren Feld symbolisiert allgemein die landschaftliche Lage von Britten. Der Wald ist heute noch Hauptmerkmal des Gemarkungsbildes.

## Sehenswürdigkeiten
- die Stechpalmengruppe rund um die Pfarrkirche St. Wendalinus, das größte und geschlossenste Ilex-Vorkommen im linksrheinischen Gebiet
- die 16 Sandstein-Wegekreuze auf der Gemarkung Britten, die größtenteils über den Premium-Wanderweg „Steinhauerweg“ erwandert werden können
- der 1997 erbaute und mehrfach renovierte und erweiterte Naturerlebnispfad Britten

## Baudenkmäler
- Auf der Fels, kath. Pfarrkirche St. Wendalinus, Kirchenschiff erbaut 1824–1829, Turm, Chorraum und Sakristei erbaut 1898/99, nach Kriegszerstörung Wiederaufbau 1948/49 unter Leitung des Architekten Hans Fässy
- Außerhalb der Ortslage, Wegekreuze, 18. und 19. Jahrhundert
- Brittener Straße 11, „Alte Mädchenschule“, 1914

## Dorfleben
Der Ort gliedert sich in einen alten Ortskern („Unterdorf“), der in seiner jetzigen Form größtenteils im 19. und der ersten Hälfte des 20. Jahrhunderts entstanden ist,  und ein neueres Wohngebiet („Oberdorf“), das seit der Nachkriegszeit stetig wächst. In Britten gibt es zahlreiche aktive Vereine, die sich größtenteils in der Vereinsgemeinschaft Britten zusammengeschlossen haben, darunter sind etwa
- Sportverein Britten-Hausbach e. V. (2018 entstanden aus dem Sportverein „Eintracht“ 1935 Britten e. V. und dem Sportverein Schwarz-Weiß Hausbach e. V., die bereits seit 2004 die Spielgemeinschaft SG 04 Britten-Hausbach bildeten)
- Kultur- und Karnevalverein „Hirtz“ Britten e. V.
- Musikverein „Lyra“ Britten e. V.
- Jugendclub Britten e. V.
- Hochwaldschützen 1984 Britten e. V.
- DRK-Ortsverein Britten
- Turnverein Britten e. V.

Etliche Veranstaltungen in Britten, etwa das Dorffest am 30. April und 1. Mai auf dem Waldfestplatz, sind regional bekannt. Jeweils am dritten Sonntag im Oktober findet die Kirmes (Jahrestag der Kirchweihe) zu Ehren des heiligen Wendalinus (Namenstag: 20. Oktober) auf dem Marktplatz statt.

## Öffentliche Einrichtungen

### Kommunale Einrichtungen
- Sport- und Kulturhalle (erbaut 1975) mit Feuerwehrhaus und Gruppenraum des DRK-Ortsvereins
- Waldfestplatz mit Grillhütte (2008–2012 in Eigenleistung der Vereine neu gestaltet)
- ehemalige Grundschule (erbaut 1961/1962), ab dem Schuljahr 2011/2012 Sitz der Jugendverkehrsschule des Landkreises Merzig-Wadern; darüber hinaus werden einige Räume von Brittener Vereinen und Organisationen genutzt
- Sportplatz und Sportlerheim des SV Eintracht 1935 Britten
- Jugendzentrum des Jugendclub Britten
- Schützenhaus der Hochwaldschützen 1984 Britten

### Kirchliche Einrichtungen
- Pfarrkirche St. Wendalinus Britten
- Pfarrheim
- Kindertageseinrichtung St. Wendalinus Britten

## Auszeichnungen
- 1991: Staatlich anerkannter Erholungsort
- 1996: 1. Platz beim Kreiswettbewerb „Unser Dorf soll leben“ im Kreis Merzig-Wadern
- 1997: 3. Platz beim Landeswettbewerb „Unser Dorf soll leben“ im Saarland
- 1997: Aufnahme in das „Naturparkdörfer-Programm“ des Naturparks Saar-Hunsrück, verbunden mit der Bezeichnung „Naturparkdorf Britten“
- 2008: 2. Platz beim Kreiswettbewerb „Unser Dorf hat Zukunft“ im Kreis Merzig-Wadern
- 2015: 2. Platz beim Kreiswettbewerb „Unser Dorf hat Zukunft“ im Kreis Merzig-Wadern
- 2022: 1. Platz beim Kreiswettbewerb „Unser Dorf hat Zukunft“ im Kreis Merzig-Wadern
- 2022: 2. Platz beim Landeswettbewerb „Unser Dorf hat Zukunft“ im Saarland
- 2025: 2. Platz beim Kreiswettbewerb „Unser Dorf hat Zukunft“ im Kreis Merzig-Wadern